# Bemlos sanmartini
Bemlos sanmartini is een vlokreeftensoort uit de familie van de Aoridae. De wetenschappelijke naam van de soort is voor het eerst geldig gepubliceerd in 1992 door Ortiz, Lalana & López.